# Skodje
Skodje là một đô thị ở hạt Møre og Romsdal, Na Uy.
Skodje đã được tách khỏi Borgund năm 1849. Vatne đã được tách khỏi Skodje ngày 1 tháng 1 năm 1902. Skodje đã được nhập với Ørskog ngày 1 tháng 1 năm 1965 nhưng lại được tách ngày 1 tháng 1 năm 1977.
Tên đô thị này đã được đặt theo một nông trang tên là Skodje (tiếng Na Uy Cổ Sköðvin) do nhà thờ đầu tiên được xây ở đó. Chi đến năm 1879, tên này vẫn được viết Skoue.
Skodje giáp với: Haram và Vestnes về phíac bắc, Ørskog về phía đông và Ålesund về phía tây. Đối diện qua Storfjorden về phía nam là Sykkylven. Skodje chủ yếu là nông - lâm nghiệp nưng cũng có ngành công nghiệp nội thất. Huy hiệu hiện nay được dùng từ năm 1987, có hình cây cầu, đó là cầu Skodje.